# Latinoamerička književnost
Latinoamerička književnost sastoji se od usmene i pisane književnosti Latinske Amerike na nekoliko jezika, posebno na španskom, portugalskom i autohtonim jezicima Amerike, kao i književnosti Sjedinjenih Država na španskom jeziku. Na globalnom je nivou posebno istaknuta tokom druge polovine 20. veka, uglavnom zahvaljujući međunarodnom uspehu stila poznatog kao magični realizam. Kao takva, regionalna književnost je često povezana samo sa ovim stilom, sa književnim pokretom 20. veka poznatim kao latinoamerički bum i sa njegovim najpoznatijim eksponentom, Gabrijelom Garsijom Markezom. Latinoamerička književnost ima bogatu i složenu tradiciju književne produkcije koja datira unazad više vekova.

## Istorija

### Prekolumbijska književnost
Prekolumbijske kulture su uglavnom bile usmene, iako su Asteci i Maje, na primer, proizvodili složene kodekse. Usmeni zapisi o mitološkim i verskim verovanjima takođe su ponekad zabeleženi po dolasku evropskih kolonizatora, kao što je bio slučaj sa Popol Vuhom. Štaviše, tradicija usmenog pripovedanja opstala je do danas, na primer među kečuanskim stanovništvom Perua i Kiče narodom iz Gvatemale.

### Kolonijalna književnost
Od trenutka kada su se Evropljani susreli sa Novim svetom, rani istraživači i konkvistadori su pisali izveštaje i hronike o svom iskustvu, poput Kolumbovih pisama ili opisa osvajanja Meksika Bernala Dijaza del Kastilja. Ponekad su kolonijalne prakse podsticale živu raspravu o etici kolonizacije i statusu autohtonih naroda, što se, na primer, ogleda u Bartolome de las Kasasovom Kratkom izveštaju o uništenju Inda.
Mestici i domoroci takođe su doprineli telu kolonijalne književnosti. Autori poput Inka Garsilaso de la Vege i Guamana Poma napisali su izveštaje o španskom osvajanju koji pokazuju perspektivu koja je često u suprotnosti sa izveštajima kolonizatora.
Tokom kolonijalnog perioda, pisana kultura je često bila u rukama crkve, kontekst u kojem je Huana Ines de la Kruz pisala znamenitu poeziju i filozofske eseje. Pred kraj 18. veka i početkom 19. pojavila se prepoznatljiva kriolska književna tradicija, uključujući prve romane poput Hose Hoakin Fernandez de Lizardijevog Šugavog papagaja (1816). Sami „libertadori“ takođe su često bili ugledni pisci, kao što su Simon Bolivar i Andres Belo.

### Književnost devetnaestog veka
Devetnaesti vek je bio period „fundamentalne fikcije“ (prema rečima kritičarke Doris Somer), romana u romantičarskoj ili naturalističkoj tradiciji koji su pokušavali da uspostave osećaj nacionalnog identiteta i koji su se često fokusirali na ulogu i prava domorodaca ili dihotomiju „civilizacije ili varvarstva“, koju je u Latinskoj Americi pokrenuo Esteban Ečeverija, koji je bio pod uticajem pariskih romantičara dok je tamo živeo od 1825-1930. Tada su se romantizmom bavile i druge istaknute književne ličnosti, poput dela Fakundo argentinskog pisca Dominga Sarmienta (1845). Slično tome, delo Martin Rivas (1862) Alberta Blest Gane, široko priznato kao prvi čileanski roman, koji je istovremeno bio strastvena ljubavna priča i nacionalni ep o revoluciji. Među ostalim ostvarenjima fikcije tog perioda su roman Marija (1867) Kolumbijaca Horhe Isaks, roman Kumanda (1879) Ekvadorca Huana Leona Meru, i Os Sertoes (1902) Brazilca Euklida da Kunha. Takva dela i dalje predstavljaju osnovu nacionalnih kanona i obično su obavezni elementi srednjoškolskog programa.
Druga važna dela latinoameričke književnosti 19. veka uključuju regionalne klasike, poput epske poeme Martín Fiero (1872) Hoze Hernandeza. Priča o siromašnom gauču regrutovanom za borbu u pograničnom ratu protiv Indijanaca, Martin Fiero primer je „gaučeske“, argentinskog žanra poezije usredsređenog na životima gauča.

### Romantizam, realizam, naturalizam i novi književni trendovi
Latinoamerički ratovi za nezavisnost koji su se odvili početkom devetnaestog veka u Latinskoj Americi doveli su do književnih tema identiteta, otpora i ljudskih prava. Pisci su često pratili i inovirali popularne književne pokrete (poput romantizma, realizma i naturalizma), ali mnogi su takođe istraživali ideje kao što su nacionalizam i nezavisnost. Kulturna nezavisnost se u to vreme proširila Latinskom Amerikom, a pisci su u svojim delima prikazivali latinoameričke teme i lokacije. Iako se literatura koja je dovodila u pitanje kolonijalni poredak mogla pojaviti u početku tokom sedamnaestog veka u Latinskoj Americi, popularnost je porasla u obliku otpora protiv Španije, Sjedinjenih Država i drugih imperijalističkih nacija u devetnaestom veku. Latinoamerički pisci tražili su latinoamerički identitet, a to će kasnije biti usko povezano sa književnim pokretom Modernismo.
Muški autori su uglavnom dominirali kolonijalnom književnošću, sa izuzetkom književnih velikana kao što je Huana Ines de la Kruz, ali je u devetnaestom veku započeo pomak koji je omogućio pojavu više žena pisaca. Porast ženskog obrazovanja i pisanja doveo je u prvi plan neke žene pisce, uključujući kubansku romantičarsku autorku Gertrudis Gomez de Avelaneda sa romanom Sab (1841), romantičnim romanom koji nudi suptilnu kritiku ropstva i tretmana žena na Kubi, peruansku naturalističku autorku Klorinda Mato de Turner koja je u 19. veku napisala ono što se smatra jednim od najvažnijih romana „indigenizma”: Aves sin nido (1889) i argentinsku romantičarsku spisateljicu Huanu Manuelu Goriti (1818-1892), koja je napisala niz romana i pripovetki, poput La hija del mashorquero (1860) i predvodila književni krug u Peruu. Baturalistička peruanska pionirka Mercedes Kabelo de Karbonera napisala je Blanka Sol (1888) kao kritiku nedostatka praktičnih mogućnosti zapošljavanja za žene u njenom društvu. Spisateljice iz devetnaestog veka često su pisale o nejednakostima u Latinskoj Americi koje su ostaci kolonijalizma, poput marginalizacije i ugnjetavanja domorodačkih naroda, robova i žena. Mnoga dela žena u ovom periodu kritikovala su latinoamerička patrijarhalna društva. Ove ugledne spisateljice raspravljale su o licemerju dominantne klase i institucija koje su postojale u njihovim novonastalim nacijama i kao i korupciju vlade. Neki od glavnih primera takvih dela uključuju Klorind Mato de Turnerove radove Indol, Herensija i El Conspirador: autobiografia de un hombre publico.

### Prekurzori modernizma
Krajem 19. veka pojavio se modernizam, poetski pokret čiji je osnivački tekst bio rad nikaragvajskog autora Rubena Daria Azul (1888). Ovo je bio prvi latinoamerički pesnički pokret koji je uticao na književnu kulturu van regiona, a ujedno je bio i prva istinski latinoamerička književnost, jer nacionalne razlike više nisu bile toliko važan problem i autori su težili uspostavljanju latinoameričkih veza. Na primer, Hoze Marti, iako kubanski patriota, takođe je živeo u Meksiku i Sjedinjenim Državama i pisao za časopise u Argentini i drugde. Godine 1900, Urugvajac Hoze Enrike Rodo napisao je ono što je prihvaćeno za manifest kulturnog buđenja regiona, Ariel. Delmira Agustini, jedna od ženskih figura modernizma, pisala je poeziju koja je koristila tipične modernističke slike (poput labudova) i prilagođavala ih feminističkim porukama i erotskim temama, kako opisuje kritičarka Silvija Moloj.
Iako se sam modernizam često doživljava kao estetičarski i antipolitički, neki pesnici i esejisti, među kojima je i Marti, kao i Peruanci Manuel Gonzalez Prada i Hoze Karlos Marijategi, izneli su ubedljive kritike savremenog društvenog poretka i posebno stradanja domorodačkih naroda Latinske Amerike. Na ovaj način, početkom dvadesetog veka zabeležen je i porast indihenizma, trenda koji je ranije popularizovala Klorinda Mato de Turner, a koji je bio posvećen predstavljanju domorodačke kulture i nepravdi koje su takve zajednice pretrpele, kao na primer sa Peruancem Hoze Marija Arguedasom i Meksikancom Rosario Kasteljanosom.
Otpor protiv kolonijalizma, trend koji se pojavio ranije u devetnaestom veku, takođe je bio izuzetno važan u modernizmu. Ovu literaturu otpora promovisali su istaknuti modernisti, uključujući gore pomenutog Hoze Martija (1853-1895) i Rubena Darija (1867-1916). Marti je upozorio čitaoce na imperijalističke tendencije Sjedinjenih Država i opisao kako Latinska Amerika treba da izbegava da dozvoli Sjedinjenim Državama da intervenišu u njihovim poslovima. Primarni primer ove vrste poruka nalazi se u Martijevom radu Naša Amerika, objavljenom 1892. Dario je takođe radio na isticanju pretnje američkog imperijalizma, što se može videti u njegovoj poemi Za Ruzvelta, kao i u drugim delima Cake-Walk: El Baile de Moda. Mnoga njegova dela objavljena su u La Revista Moderna de Mexico, modernističkom magazinu tog vremena.

## Literatura
- The FSG Book of Twentieth-Century Latin American Poetry: An Anthology / ed. Ilan Stavans, 2011.
- The Norton Anthology of Latino Literature / eds. Ilan Stavans, Edna Acosta-Belén, Harold Augenbraum, Gustavo Pérez Firmat, 2010.
- Latin American women writers: an encyclopedia / ed. María André; Eva Bueno., 2008
- A companion to Latin American literature and culture / ed. Sara Castro-Klarén, 2008
- The Cambridge companion to the Latin American novel / ed. Efraín Kristal, 2005
- Encyclopedia of Latin American and Caribbean literature, 1900-2003 / ed. Daniel Balderston, 2004
- Literary cultures of Latin America : a comparative history / ed. Mario J. Valdés, 2004
- Latin American writers at work (Interviews) / ed. George Plimpton, 2003
- Literatures of Latin America: from Antiquity to the Present / Willis Barnstone, 2003
- Cuerpos errantes: literatura latina y latinoamericana en Estados Unidos/ Laura Rosa Loustau, 2002.
- Latin American writers. Supplement I / ed. Carlos A Solé;  Klaus Müller-Bergh., 2002
- Concise encyclopedia of Latin American literature / ed. Verity Smith, 2000
- Latin American literature and its times (12 volumes) / Joyce Moss, 1999
- Mutual impressions : writers from the Americas reading one another / ed. Ilan Stavans, 1999
- Encyclopedia of Latin American literature / ed. Verity Smith, 1997
- From romanticism to modernismo in Latin America / ed. David William Foster, 1997
- The Cambridge History of Latin American literature / ed. Roberto González Echevarría, 1996
- Modern Latin-American fiction writers / ed. William Luis, 1994
- Handbook of Latin American literature / ed. David William Foster, 1992
- Feminist readings on Spanish and Latin-American literature / ed. Lisa P Condé, 1991
- Past, present, and future : selected studies on Latin American Indian literatures / ed. Mary M. Preuss, 1991
- The Polemics of Possession in Spanish American Narrative / Rolena Adorno
- Magical realism and beyond : the contemporary Spanish and Latin American novel / ed. Roy C Boland, 1991
- Modern Latin American fiction (The Critical Cosmos Series) / ed. Harold Bloom, 1990
- Latin American writers (3 Volumes) / ed. Carlos A Solé, 1989
- Philosophy and literature in Latin America : a critical assessment of the current situation / ed. Jorge Gracia, 1989
- Latin American literature in the 20th century : a guide / ed. Leonard S Klein, 1988
- Modern Latin American fiction : a survey / ed. John King, 1987
- In retrospect : essays on Latin American literature / ed. Elizabeth S Rogers, 1987
- Latin America in its literature / ed. César Fernández Moreno, 1980
- Latin American fiction today : a symposium / ed. Rose S Minc, 1979
- Tradition and renewal : essays on twentieth-century Latin American literature and culture / ed. Merlin H Forster, 1975
- Modern Latin American literature (A Library of Literary Criticism) / David William Foster, 1975
- Modern Latin American literature / David Patrick Gallagher, 1973
- Contemporary Latin American literature; a conference / ed. Harvey Leroy Johnson, 1973